# 井坂信彦
井坂 信彦（いさか のぶひこ、1974年3月27日 - ）は、日本の政治家、行政書士。立憲民主党所属の衆議院議員（4期）、立憲民主党兵庫県連代表。
神戸市会議員（3期）、全国若手市議会議員の会会長、維新の党政務調査会長、民進党兵庫県連代表などを歴任。

## 来歴
東京都世田谷区生まれ。東京都立戸山高等学校、京都大学総合人間学部（理論物理学専攻）卒業。
1999年、神戸市会議員選挙に無所属で出馬し、初当選した。以後、2010年に辞職するまで3期11年務め、2006年には全国若手市議会議員の会副会長、2009年には同会会長に就任。
2010年、神戸市会議員を3期目の任期途中で辞職。同年の第22回参議院議員通常選挙にみんなの党公認で兵庫県選挙区（定数2）から出馬し、414,910票の次点で落選した。その後、行政書士井坂信彦事務所を設立。
2012年、第46回衆議院議員総選挙にみんなの党公認で兵庫1区から出馬。兵庫1区では自由民主党元職の盛山正仁に約3千票差で敗れたが、重複立候補していた比例近畿ブロックで復活し、当選した。
2013年12月9日、みんなの党に離党届を提出し、結いの党の結党に参加した。

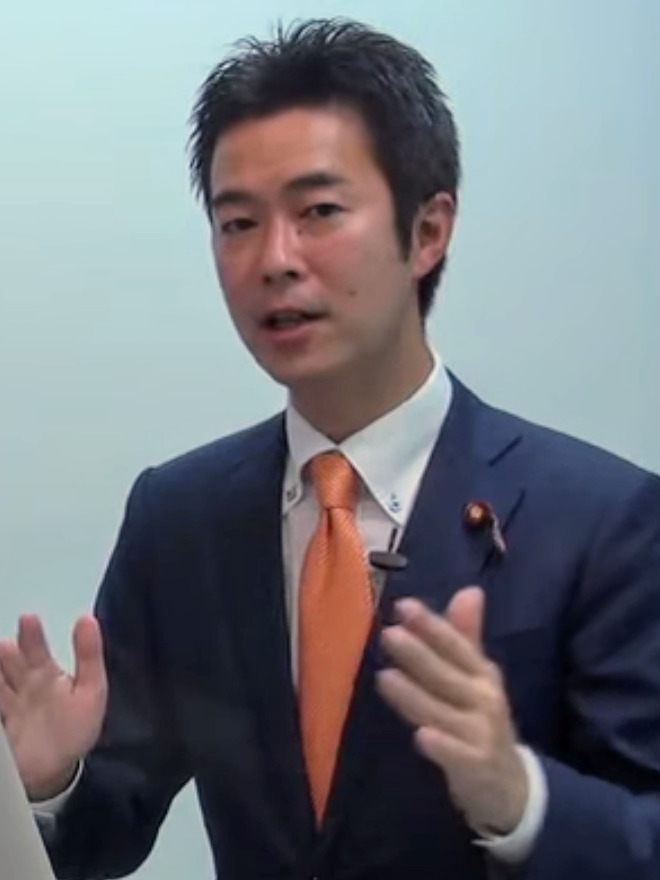
2014年、YouTubeでのインタビューにて

2014年、結いの党・日本維新の会の合流により維新の党の結党に参加。
同年12月の第47回衆議院議員総選挙では、維新の党公認で兵庫1区から出馬。自民党前職の盛山正仁を約1万2千票差で破り、初の選挙区当選により再選。
2015年8月9日、維新の党政務調査会長に就任した。
同年9月6日、近畿を地盤とする議員としては唯一、橋下派が結成したおおさか維新の会に参加しないことを表明。
2016年3月27日、民進党に合流した。同年8月20日、議員定数や報酬削減など「身を切る改革」を掲げて、同党兵庫県連代表に就任。なお、同年の第24回参議院議員通常選挙で同じく兵庫県選出の参議院議員水岡俊一が落選したことにより衆参合わせて民進党唯一の兵庫県の選挙区選出の国会議員になった。
2017年7月27日、民進党代表の蓮舫が、同月の東京都議会議員選挙の結果を受けて辞任を表明。8月23日、村岡敏英、小熊慎司、重徳和彦、大西健介の4人と共に、民進党代表選挙に立候補した前原誠司と枝野幸男のそれぞれの陣営に、国政選挙での共産党との共闘を断ち切ることを求める声明文を提出した。なお、2021年の第49回衆議院議員総選挙では、共産党が初めて兵庫1区での候補者擁立を見送り、野党共闘で井坂が自民党前職の盛山正仁らを破った。
2017年10月の第48回衆議院議員総選挙に希望の党公認で立候補し、落選。
2018年5月、希望の党の一部と民進党が合併し国民民主党が結成された際はこれに参加し、同月26日に同党の兵庫県連が発足した際は県連選対委員長および兵庫1区支部長への就任が発表された。
2020年9月、立憲民主党に合流した。
2021年10月の第49回衆議院議員総選挙では、自民党現職の盛山正仁、日本維新の会新人の一谷勇一郎など4候補を下し、3回目の当選を果たした（盛山と一谷は比例復活で当選）。枝野幸男代表の辞任に伴う代表選挙（11月30日実施）では、泉健太の推薦人に名を連ねた。
2024年10月15日、第50回衆議院議員総選挙が公示され、兵庫1区からは井坂、自民党現職の盛山、日本維新の会現職の一谷、日本共産党の藤末浩美、参政党の山岡智美など7人が立候補した。自民党は裏金問題や統一教会問題、10月23日に発覚した非公認候補への2000万円支給問題などで逆風が吹き荒れた。10月27日、総選挙執行。投票締め切りの20時直後に日本経済新聞は井坂の当選確実を報じ、井坂は4期目の当選を果たした。盛山、一谷は比例復活もならず、それぞれ議席を失った。

## 政策・主張

### 憲法
- 憲法改正について、2021年のNHKのアンケートで「どちらともいえない」と回答[25]。

- 憲法9条への自衛隊の明記について、2021年のNHKのアンケートで「反対」と回答[25]。

- 憲法を改正し緊急事態条項を設けることについて、2021年の毎日新聞社のアンケートで「反対」と回答[26]。

### 外交・安全保障
- 敵基地攻撃能力の保有について、2021年の毎日新聞社のアンケートで「反対」と回答[26]。

- 普天間基地の辺野古移設をめぐる政府と沖縄県の対立をどう考えるかとの問いに対し、2021年の毎日新聞社のアンケートで「政府は埋め立てをいったん中断して、沖縄県と話し合うべきだ」と回答[26]。

- 徴用工訴訟などの歴史問題をめぐる日韓の関係悪化についてどう考えるかとの問いに対し、2021年の毎日新聞社のアンケートで「政府の今の外交方針でよい」と回答[26]。

### ジェンダー
- 選択的夫婦別姓制度の導入について、2010年の毎日新聞社のアンケートで「反対」と回答[27]。2014年の朝日新聞社のアンケートで「どちらとも言えない」と回答[28]。2021年のNHKのアンケートで「賛成」と回答[25]。

- 同性婚を可能とする法改正について、2021年のNHKのアンケートで「どちらかといえば賛成」と回答[25]。「同性婚を制度として認めるべきだと考るか」との同年の毎日新聞社のアンケートに対し「認めるべき」と回答[26]。

- クオータ制の導入について、2021年のNHK、毎日新聞社のアンケートで「賛成」と回答[25][26]。

### その他
- 「原子力発電への依存度について今後どうするべきか」との問題提起に対し、2021年のNHKのアンケートで「下げるべき」と回答[25]。

- 10％の消費税率について、2021年の毎日新聞社のアンケートで「引き下げるべき」と回答[26]。

- 森友学園への国有地売却をめぐる公文書改竄問題で、2021年5月6日、国は「赤木ファイル」の存在を初めて認めた[29]。しかし5月13日、菅義偉首相はファイルの存在を踏まえた再調査を行わない考えを報道各社に書面で示した[30]。9月の自民党総裁選挙で総裁に選出された岸田文雄も10月11日、衆議院本会議の代表質問で再調査の実施を否定した[31]。国の対応をどう考えるかとの同年の毎日新聞社のアンケートに対し「さらに調査や説明をすべき」と回答[26]。

- 2013年11月26日、特定秘密保護法案の衆議院本会議における採決で賛成票を投じた[32]が、2014年の衆議院議員総選挙に際しては同法への反対意見を表明した[33]。

- 女性宮家の創設に反対[34]。

- 2015年9月9日、「労働者の職務に応じた待遇の確保等のための施策の推進に関する法律案（同一労働同一賃金法）」を提出、与党と協議して成立させた[35]。

- テレビ放送は、放送法第4条で「政治的に公平であること」が定められているが、民間放送について、「NHK以外の民間放送には、政治的公平原則を課さなくても良いのでは？」と述べた[36]。

- 受動喫煙防止を目的とした健康増進法改正について、屋内禁煙には賛成する一方で、屋外については「たばこがどこでも吸えないというような地域ができてしまうのは行き過ぎ」と述べている[37]。

## 所属団体・議員連盟
- 日本・デンマーク友好議員連盟[38]
- 立憲民主党 自衛隊員応援議員連盟[39][40]

## 人物
- 2013年、みんなの党所属の藤川泰輔神戸市会議員が交通事故の休業補償名目で保険金をだまし取った疑いで逮捕された。2011年の神戸市会議員選挙におけるみんなの党の候補者公募は井坂が担当していたため、井坂は藤川を市会議員候補に選んだ責任を取るとして、自身の議員報酬を3ヶ月間、全額返上した[41]。

## 年譜
- 1974年 - 東京都世田谷区にて出生
- 1992年 - 東京都立戸山高等学校卒業
- 1997年 - 京都大学総合人間学部卒業（理論物理学専攻）
- 1999年 - 神戸市会議員選挙に灘区選挙区から出馬し、初当選（4,940票）
- 2003年 - 神戸市会議員再選（8,706票）
- 2006年 - 全国若手市議会議員の会副会長に就任
- 2007年 - 神戸市会議員3選（9,506票）
- 2009年 - 全国若手市議会議員の会会長に就任
- 2010年7月11日 - 第22回参議院議員通常選挙に立候補し、落選、行政書士井坂信彦事務所を設立
- 2012年12月16日 - 第46回衆議院議員総選挙に立候補し、当選（比例近畿ブロック）
- 2013年
  - 12月9日 - みんなの党に離党届を提出
  - 12月18日 - 結いの党の結党に参加
- 2014年
  - 9月21日 - 維新の党の結党に参加
  - 12月14日 - 第47回衆議院議員総選挙に立候補し、当選（兵庫1区）
- 2017年10月22日 - 第48回衆議院議員総選挙に立候補し、落選
- 2021年10月31日 - 第49回衆議院議員総選挙に立候補し、当選（兵庫1区）
- 2024年10月27日 - 第50回衆議院議員総選挙に立候補し、当選（兵庫1区）

## 選挙歴
| 当落 | 選挙                     | 執行日         | 年齢 | 選挙区       | 政党       | 得票数     | 得票率 | 定数 | 得票順位 /候補者数 | 政党内比例順位 /政党当選者数 |
| ---- | ------------------------ | -------------- | ---- | ------------ | ---------- | ---------- | ------ | ---- | ------------------ | ---------------------------- |
| 当   | 1999年神戸市議会議員選挙 | 1999年4月11日  | 25   | 灘区選挙区   | 無所属     | ーー票     | ーー   |      | /                  | /                            |
| 当   | 2003年神戸市議会議員選挙 | 2003年4月13日  | 29   | 灘区選挙区   | 無所属     | 8706票     | ーー   | 6    | 1/10               | /                            |
| 当   | 2007年神戸市議会議員選挙 | 2007年4月8日   | 33   | 灘区選挙区   | 無所属     | 9506票     | ーー   | 6    | 1/9                | /                            |
| 落   | 第22回参議院議員通常選挙 | 2010年07月11日 | 36   | 兵庫県選挙区 | みんなの党 | 41万4910票 | 17.57% | 2    | 3/7                | /                            |
| 比当 | 第46回衆議院議員総選挙   | 2012年12月16日 | 38   | 兵庫県第1区  | みんなの党 | 7万3587票  | 35.79% | 1    | 2/4                | 1/2                          |
| 当   | 第47回衆議院議員総選挙   | 2014年12月14日 | 40   | 兵庫県第1区  | 維新の党   | 8万4822票  | 46.23% | 1    | 1/4                | /                            |
| 落   | 第48回衆議院議員総選挙   | 2017年10月22日 | 43   | 兵庫県第1区  | 希望の党   | 5万9191票  | 32.49% | 1    | 2/4                | 6/3                          |
| 当   | 第49回衆議院議員総選挙   | 2021年10月31日 | 47   | 兵庫県第1区  | 立憲民主党 | 7万8657票  | 36.90% | 1    | 1/5                | /                            |
| 当   | 第50回衆議院議員総選挙   | 2024年10月27日 | 50   | 兵庫県第1区  | 立憲民主党 | 9万1797票  | 43.90% | 1    | 1/7                | /                            |